# !!!
!!!(칙칙칙/ˈtʃɪk ˈtʃɪk ˈtʃɪk/으로 읽음)은 1996년 결성된 미국의 댄스 펑크 밴드이다. "Me and Giuliani Down by the Schoolyard (a true story)"나 "Must Be the Moon"로 알려졌다. 새크라멘토 출신이지만 지금은 뉴욕, 새크라멘토, 포틀랜드에 기반을 두고 있다.
!!!은 마리오 안드레오니(기타), 댄 고먼(관악/타악/건반), 닉 오퍼(보컬), 타일러 포프(베이스/일렉트로닉), 앨런 윌슨(관악/타악/건반) 등의 멤버로 구성된다. 투어 구성원으로는 섀넌 펀치스(보컬)과 폴 쿼트론(드럼)이 있다. 예전에는 아웃 허드(Out Hud)와 타일러 포프와도 협연하였으나 지금 아웃 허드는 해체된 상황이다. 또 옛 구성원으로 보컬과 드럼을 맡았던 존 퍼가 있었지만 2007년 7월 새 밴드인 프리 블러드에 집중하겠다는 이유로 밴드에서 탈퇴하였다.

## 역사
!!!은 지난 1995년 여름, 밴드 '블랙 리큐어리스'(Black Liquorice)와 '포프스매셔'(Popesmashers)가 힘을 합치면서 그 역사가 시작되었다. 합동 투어공연을 성공리에 마친 두 밴드는 디스코펑크에 좀더 공격적인 사운드를 섞고, 야 모스 소속의 하드코어 가수였던 닉 오퍼를 불러들였다. 밴드 이름인 '!!!'은 영화 "부시맨"에서 부시맨이 쓰는 언어의 흡착음이 '!'로 표현되는 것을 보고 영감을 따왔다. 하지만 그 발음에 대해서는 굳이 흡착음이 아니더라도 어느 소리든 세번씩 반복해 부르면 된다고 밴드 스스로 밝힌 적이 있다. 다만 밴드 측에서 내세우는 공식 홈페이지나 마이스페이스의 타이틀을 고려하여 일반적으로는 '칙칙칙'이라 발음한다.
!!!의 정식 데뷔는 2000년 《[[!!! (음반)|!!!]]》을 내면서부터였다. 이 앨범은 자신들의 밴드명을 이름으로 붙인 앨범으로서 독립레이블인 골드 스탠더드 래브러토리스를 통해 발매되었다. 이후 2003년에는 싱글 〈Me and Giuliani Down By the School Yard〉을 발표하였는데, 하우스 비트에 딴딴한 베이스라인, 사이키델릭 기타반주, 뮤지컬 풋루스의 타이틀송을 언급하는 심플한 가사가 어우러진 긴 트랙이 특징이었다. 2004년 6월에는 정규 2집인 〈Louden Up Now'을 발표하였다.
2005년 6월에는 더 매그네틱 필즈의 "Take Ecstasy with Me"와 네이트 도그의 "Get up"을 커버링한 EP 앨범을 발매하였다. 같은해 12월 !!!의 원년 드러머였던 마이클 기어스가 자전거를 타고 가다 차에 치여 세상을 떠나는 불운을 겪었다. 1년 뒤 2006년 레드 핫 칠리 페퍼스의 존 프루시안테가 LA에서 이들의 공연을 보고 영국 순회 공연에 이들을 서포트 밴드로 초대하였으며, 2007년에는 3집 앨범인 'Myth Takes'를 발매하였다.

## 디스코그래피

### 정규 앨범
- !!! - (2000년)
- Louden Up Now - (2004년)
- Myth Takes - (2007년)
- Strange Weather, Isn It? - (2010년)

### 싱글
- "The Dis-Ease"/"The Funky Branca" - (1998년)
- "Me and Giuliani Down by the Schoolyard (a true story)" - (2003년)
- "Pardon My Freedom" - (2004년)
- "Hello? Is This Thing On?" - (2004년)
- "Me and Giuliani Down by the Schoolyard (a remix)" - (2004년)
- "Heart of Hearts" – (2007년)
- "Must Be the Moon" – (2007년)

## 참고 문헌
- Anon (December 19, 2005). “Orangevale bicyclist killed”. 《Sacramento Bee》. B2면. June 25, 2018에 원본 문서에서 보존된 문서. August 24, 2017에 확인함.
- Chinen, Nate (2007년 3월 18일). “Still Disco-Punk, Still Spoiling for a Fight”. 《The New York Times》. 2017년 8월 24일에 확인함.
- Maher, Dave; Solarski, Matthew (July 11, 2007). “John Pugh Leaves !!!, Fires Up Free Blood”. 《Pitchfork》. May 13, 2008에 원본 문서에서 보존된 문서. August 25, 2010에 확인함.
- Diver, Mike (November 18, 2006). “It's no rumour, it's a Myth. Takes eight to make it !!!”. 《Drowned in Sound》. September 29, 2007에 원본 문서에서 보존된 문서. August 24, 2017에 확인함.
- Seabrook, Andrea (May 17, 2007). “The Musicians of !!!: Making Their Own 'Myths'”. 《NPR》. June 25, 2018에 원본 문서 (MP3)에서 보존된 문서. August 24, 2017에 확인함.